# Sofronio II di Costantinopoli
Sofronio II (in greco Σοφρώνιος B΄?; Aleppo, ... – Arnavutköy, 19 ottobre 1780) è stato un arcivescovo ortodosso siriano, patriarca ecumenico di Costantinopoli dal 1775 al 1780 e patriarca di Gerusalemme dal 1771 al 1775 con il nome di Sofronio V (in greco Σοφρώνιος Ε΄?).

## Biografia
Nacque ad Aleppo, in Siria e divenne metropolita di Acri, metropolia sotto la giurisdizione della chiesa greco-ortodossa di Gerusalemme. Nel 1771 fu eletto patriarca greco-ortodosso di Gerusalemme con il nome di Sofronio V.   
Nel 1775 fu eletto patriarca ecumenico di Costantinopoli come Sofronio II. Durante il suo regno, un sinodo a Costantinopoli condannò i Kollyvades. 
Era un patriarca colto e ascetico e si preoccupò dell'educazione e dell'economia dei patriarcati di cui era capo. Morì il 19 ottobre 1780 e fu sepolto nel cortile della chiesa degli Asomatoi (Pammegiston Taxiarchon) ad Arnavutköy.